# Cristoforo I di Baden
Cristoforo I di Baden (Baden-Baden, 13 novembre 1453 – Baden-Baden, 19 aprile 1527) fu il margravio di Baden dal 1475 al 1515.

## Biografia
Era il maggiore dei figli maschi del margravio Carlo I di Baden e di Caterina d'Austria, sorella dell'imperatore Federico III.
Recuperò i territori che erano stati persi da suo padre a favore del Palatinato e dei suoi alleati. Cercò di mantenere poi questi territori uniti sotto il figlio e successore Filippo I, ma i suoi sforzi furono contrastati da Luigi XII di Francia.
Nel 1479, la sede del margraviato di Baden fu trasferita dal castello di Hohenbaden al Castello nuovo (Neues Schloss) di Baden-Baden, che lui stesso aveva fatto costruire. Dal 1503, in seguito all'estinzione della casata che governava il Baden-Sausenberg per mancanza di figli maschi,  fu a capo dell'unione di tutte le terre del Baden.
Nel 1515, prima della sua morte, divise il margraviato fra tre dei suoi figli maschi Bernardo, Filippo ed Ernesto. Dopo la morte senza eredi di Filippo, che gli era succeduto, la sua quota fu trasmessa ai suoi due fratelli: Bernardo fondò la cosiddetta "linea bernardina" di Baden-Baden ed Ernesto la "linea ernestina" di Baden-Durlach.

## Famiglia e figli

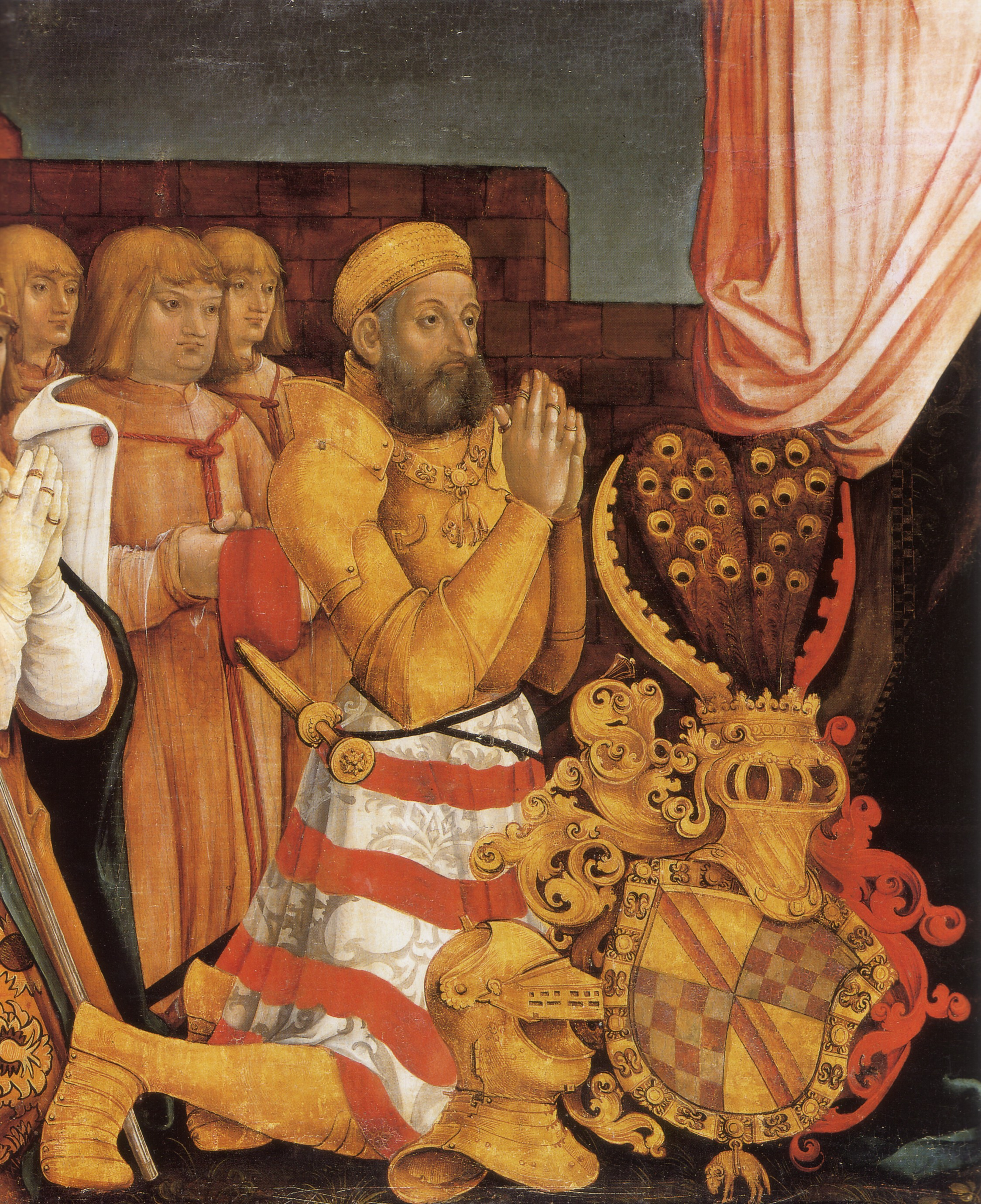
Hans Baldung, particolare da Il Margravio Cristoforo I di Baden (1509/10); olio su tela, 67×218 cm, Staatliche Kunsthalle Karlsruhe.

Sposò il 30 gennaio 1469 Ottilia von Katzenelnbogen (c.1451 - 15 agosto 1517), nipote di Filippo I di Katzenelnbogen detto "il Vecchio", dalla quale ebbe i seguenti figli:
- Ottilia (6 giugno 1470; 1490), badessa di Pforzheim
- Giacomo (6 giugno 1471; Köln,27 aprile 1511), dal 1503 arcivescovo di Treviri
- Maria (2 luglio 1473; 9 gennaio 1519); badessa nel monastero di Lichtenthal
- Bernardo (7 aprile 1474; 29 giugno 1536) in seguito margravio di Baden
- Carlo (21 giugno 1476; Strasburgo, 7 ottobre 1510); canonico a Strasburgo ed a Treviri
- Cristoforo (21 luglio 1477, Durlach, 29 marzo 1508); canonico a Strasburgo ed a Colonia
- Filippo (10 dicembre 1478, 17 settembre 1533); in seguito margravio di Baden
- Rodolfo (16 giugno 1481; 23 settembre 1532); canonico a Magonza, Colonia, Strasburgo ed Augusta
- Ernesto (Pforzheim, 7 ottobre 1482; Sulzburg, 6 febbraio 1553); più tardi margravio di Baden
- Volfango (10 maggio 1484; 24 giugno 1522)
- Sibilla ( 26 aprile 1485; Willstätt, 10 luglio 1518) sposò il 24 gennaio 1505 il conte Filippo III di Hanau-Lichtenberg (18 ottobre 1482 - 15 maggio 1538)
- Rosina (5 marzo 1487; Wachendorf, 29 ottobre 1554), sposò in prime nozze nel 1503 il conte Francesco Volfango di Hohenzollern (1483/1484; 16 giugno 1517) e in seconde nozze Giovanni von Ow zu Wachendorf (morto il 29 ottobre 1571)
- Giovanni (morto il 19 giugno 1490 nel Lussemburgo)
- Beatrice (22 gennaio 1492 - 4 aprile 1535) sposò nel 1508 il conte palatino Giovanni II di Simmern (21 marzo 1492; 18 maggio 1557)
- Giorgio (1º luglio 1493; 16 novembre 1493)

## Ascendenza
|                       |                        |                                 | Genitori                    |  |  | Nonni |  |  | Bisnonni            |  |  | Trisnonni           |  |
|                       |                        |                                 |                             |  |  |       |  |  | Bernardo I di Baden |  |  | Rodolfo VI di Baden |  |
|                       |                        |                                 |                             |  |  |       |  |  | Bernardo I di Baden |  |  | Rodolfo VI di Baden |  |
|                       |                        | Matilde di Sponheim-Starkenburg |                             |  |  |       |  |  | Bernardo I di Baden |  |  |                     |  |
| Giacomo I di Baden    |                        |                                 |                             |  |  |       |  |  | Bernardo I di Baden |  |  |                     |  |
|                       |                        | Anna di Oettingen               | Luigi X di Oettingen        |  |  |       |  |  |                     |  |  |                     |  |
|                       |                        | Anna di Oettingen               | Luigi X di Oettingen        |  |  |       |  |  |                     |  |  |                     |  |
|                       |                        | Anna di Oettingen               | Beatrice di Helfenstein     |  |  |       |  |  |                     |  |  |                     |  |
| Carlo I di Baden      |                        | Anna di Oettingen               |                             |  |  |       |  |  |                     |  |  |                     |  |
|                       |                        | Carlo II di Lorena              | Giovanni I di Lorena        |  |  |       |  |  |                     |  |  |                     |  |
|                       |                        | Carlo II di Lorena              | Giovanni I di Lorena        |  |  |       |  |  |                     |  |  |                     |  |
|                       |                        | Carlo II di Lorena              | Sofia di Württemberg        |  |  |       |  |  |                     |  |  |                     |  |
| Caterina di Lorena    |                        | Carlo II di Lorena              |                             |  |  |       |  |  |                     |  |  |                     |  |
|                       |                        | Margherita del Palatinato       | Roberto del Palatinato      |  |  |       |  |  |                     |  |  |                     |  |
|                       |                        | Margherita del Palatinato       | Roberto del Palatinato      |  |  |       |  |  |                     |  |  |                     |  |
|                       |                        | Margherita del Palatinato       | Elisabetta di Norimberga    |  |  |       |  |  |                     |  |  |                     |  |
| Cristoforo I di Baden |                        | Margherita del Palatinato       |                             |  |  |       |  |  |                     |  |  |                     |  |
|                       | Leopoldo III d'Asburgo | Alberto II d'Asburgo            |                             |  |  |       |  |  |                     |  |  |                     |  |
|                       | Leopoldo III d'Asburgo | Alberto II d'Asburgo            |                             |  |  |       |  |  |                     |  |  |                     |  |
|                       | Leopoldo III d'Asburgo | Giovanna di Pfirt               |                             |  |  |       |  |  |                     |  |  |                     |  |
| Ernesto I d'Asburgo   | Leopoldo III d'Asburgo |                                 |                             |  |  |       |  |  |                     |  |  |                     |  |
|                       |                        | Verde Visconti                  | Bernabò Visconti            |  |  |       |  |  |                     |  |  |                     |  |
|                       |                        | Verde Visconti                  | Bernabò Visconti            |  |  |       |  |  |                     |  |  |                     |  |
|                       |                        | Verde Visconti                  | Beatrice Regina della Scala |  |  |       |  |  |                     |  |  |                     |  |
| Caterina d'Austria    |                        | Verde Visconti                  |                             |  |  |       |  |  |                     |  |  |                     |  |
|                       |                        | Siemowit IV di Masovia          | Siemowit III di Masovia     |  |  |       |  |  |                     |  |  |                     |  |
|                       |                        | Siemowit IV di Masovia          | Siemowit III di Masovia     |  |  |       |  |  |                     |  |  |                     |  |
|                       |                        | Siemowit IV di Masovia          | Eufemia di Opava            |  |  |       |  |  |                     |  |  |                     |  |
| Cimburga di Masovia   |                        | Siemowit IV di Masovia          |                             |  |  |       |  |  |                     |  |  |                     |  |
|                       |                        | Alessandra di Lituania          | Algirdas di Lituania        |  |  |       |  |  |                     |  |  |                     |  |
|                       |                        | Alessandra di Lituania          | Algirdas di Lituania        |  |  |       |  |  |                     |  |  |                     |  |
|                       |                        | Alessandra di Lituania          | Uliana di Tver'             |  |  |       |  |  |                     |  |  |                     |  |
|                       |                        | Alessandra di Lituania          |                             |  |  |       |  |  |                     |  |  |                     |  |